# Davide Boifava
Davide Boifava (* 14. November 1946 in Nuvolento) ist ein ehemaliger italienischer Radrennfahrer, nationaler Meister im Radsport und Sportlicher Leiter.

## Sportliche Laufbahn
Als Amateur siegte er 1966 in der Trofeo Alcide De Gasperi, 1968 gewann er eine Etappe der Tour de l’Avenir. 1969 wurde er Profi im Radsportteam Molteni. In seinem ersten Jahr als Berufsfahrer gewann er eine Etappe beim Giro d’Italia und trug einen Tag das Rosa Trikot. Er gewann die Luxemburg-Rundfahrt vor Marinus Wagtmans. 1970 gewann er den Giro di Romagna, 1971 wieder eine Etappe im Giro d’Italia und 1973 die Trofeo Matteotti und den Gran Premio Montelupo. Siebenmal stand er am Start des Giro d’Italia, der 38. Platz 1973 war dabei sein bestes Resultat in der Gesamtwertung. In der Tour de France schied er 1970 und 1971 aus.
Im Bahnradsport konnte er 1969 den nationalen Titel in der Einerverfolgung gewinnen. Im Finale schlug er Lorenzo Bosisio. 1973 konnte er diesen Titel erneut gegen seinen Finalgegner Giacomo Bazzan gewinnen.

## Berufliches
Von 1969 bis 1978 war er Profi, danach fast 30 Jahre lang Manager und Sportlicher Leiter von Radsportteams wie Carrera Jeans, Riso Scotti-Vinavil, Amica Chips-Tacconi Sport und anderen. 1989 gründete er mit seinem Bruder Francesco sowie Luciano Bracchi die Firma Carrera Podium, die Fahrräder produziert.